# Kino Phoenix Square w Leicester
Phoenix Square – kino w mieście Leicester w Wielkiej Brytanii otwarte 19 listopada 2009 r.
Kino znajduje się w centrum miasta przy ul. 4 Midland Street.
Odbywają się tam projekcje filmów kina światowego w cyfrowym systemie oraz organizowane są wystawy. W kinie znajdują się kawiarnie, bary. Obok kina znajduje się duży parking samochodowy przeznaczony dla widzów kina.
Rozpoczęcie budowy kina nastąpiło 2007 r., ukończenie w 2009. Koszt budowy wyniósł blisko 21 milionów funtów.